# Eduardo Berti
Eduardo Berti (* 1964 in Buenos Aires) ist ein argentinischer Schriftsteller, Übersetzer, Musikjournalist und Drehbuchautor von Dokumentarfilmen.

## Leben
Berti war Chefredakteur der südamerikanischen Ausgabe der Musikzeitschrift Rolling Stone und gründete einen Independent-Radiosender in Argentinien. Seine Kurzgeschichten und Romane wurden in mehrere Sprachen übersetzt. Seit 1988 lebt er in Paris und arbeitet dort als Korrespondent für die Zeitschrift 3 puntos.
Eduardo Berti ist seit 2014 Mitglied des Autorenzirkels Oulipo. Deutsche Übersetzungen seiner Artikel erscheinen in der Kulturzeitschrift Lettre International.

## Werke

### Bücher
- Los pájaros, Buenos Aires 1994, Verlag: Beas
- Agua, Barcelona 1997, Verlag: Tusquets, übersetzt ins Italienische, Französische und Englische
- La mujer de Wakefield, Barcelona 1999, Tusquets, übersetzt ins Französische und Japanische
- La vida imposible, Buenos Aires 2002, Emecé Editores übersetzt ins Französische
- Todos los Funes, 2004, Verlag: Anagrama, übersetzt ins Englische und Französische
- Los pequeños espejos, 2007, Verlag: Meet
- La sombra del púgil, 2008, Verlag: Norma/La otra orilla
- Galaxie Flaubert, 2015, Verlag: La Marelle

### Artikel
Berti hat zahlreiche Artikel und Reportagen, insbesondere zu kulturellen und kulturgeschichtlichen Themen, veröffentlicht, z. B. in Lettre International zur Rückkehr des Getränkes Absinth.

### Filme
- Drehbuchautor von Nordeste (dt. Titel: Ein weiter Weg zum Glück)[4]

## Ehrungen
- Für den Erzählband „Los pájaros“ (Die Vögel), Kritikerpreis der Zeitschrift Revista Cultural[1]